# Mongefossen
Mongefossen es una cascada localizada en la provincia de Møre og Romsdal, al suroeste de Noruega.

Se trata de la decimoquinta cascada más alta del mundo y la quinta de Noruega.
Se encuentra cerca de la carretera E136, en el trayecto entre Åndalsnes y Dombås.
En Noruega hay varias cascadas de gran altura y existen discrepancias acerca de los métodos utilizados para establecerla, pero generalmente se admite que su altura es de 773 metros.
Con anterioridad a 1977, el caudal del río se desplomaba en una única caída desde la parte superior del acantilado. Luego, gran parte de ese caudal fue derivado a una central hidroeléctrica, lo que produjo que la cascada desaparezca gran parte del tiempo, excepto en algunas ocasiones o cuando suceden períodos de grandes lluvias.
Mongefossen también cuenta con la distinción de ser la cascada más alta en el mundo que puede ser vista desde una estación de ferrocarril, en este caso, el Ferrocarril Rauma, en el lado norte de las vías entre los poblados de Flatmark y Marstein.